# 沖ひとみ
沖 ひとみ（おき ひとみ、1991年6月20日 - ）は、日本のAV女優。
茨城県出身、T-POWERS所属。

## 略歴・人物
2011年10月にゆるキャラ癒し系女優というふれこみで、マックス・エーからAVデビュー。2012年5月にはテレビ埼玉の「ピーチ9」に神咲詩織、荒木ありさと出演している。

## 作品

### イメージビデオ
- 初裸 virgin nude（2011年9月15日、グラッツコーポレーション）

### アダルトビデオ
2011年
- New Comer ゆるキャラ癒し系No.1アイドル誕生（10月14日、マックスエー）[2]
- 癒し系アイドルが本気でビクビクしちゃう性感スイッチ（11月11日、マックスエー）[2]
- 癒し系妹アイドルに連続射精ザーメン11連発（12月9日、マックスエー）[2]
- ニコニコ生放送 沖ひとみ 2011.12.22（12月31日、マックスエー）[2]

2012年
- 2泊3日でNG解禁 生ハメするまで帰しません!（1月13日、マックスエー）[2]
- ナマ挿入!気持ちよくって中出しOKしちゃいました（2月24日、マックスエー）[2]
- 犯され ～主人の上司に…淫らに乱れる若妻～（3月23日、マックスエー）[2]
- 絶対的美少女、お貸しします。 ACT.18（5月2日、プレステージ）
- 一泊二日、美少女完全予約制。（5月22日、プレステージ）
- 従順ペット候補生 #022（6月1日、プレステージ）
- セックスと制服（6月22日、プレステージ）
- 100％美少女（7月12日、プレステージ）
- レイプ稼業の男 指令：私の娘を犯してくれ（10月7日、死夜悪）
- 義妹の性感帯7 哀しき帰郷（11月7日、龍縛）

2013年
- 奴隷ソープに堕とされた人妻9（1月7日、龍縛）

### オリジナルビデオ
- ヤンキーアイドル（2012年12月21日、オールインエンタテインメント）

### その他
- 桃のささやき（MONDO TV、2012年1月より携帯サイトにて配信）